# Zoroaster (skib)
Zoroaster var verdens første tankskib. Det blev bygget i Norrköping, Sverige, på bestilling af olieselskabet Branobel ejet af brødrene Ludvig og Robert Nobel, og sejlede på egen køl gennem kanaler og floder til det Det Kaspiske Hav i Rusland, hvorfra det opererede.

## Historie
Ludvig og Robert Nobel, brødre til Alfred Nobel, grundlagde i 1876 Branobel (en forkortelse af Bröderna Nobels Naftaindustri) i Baku, Aserbajdsjan. Det var i slutningen af det 19. århundrede et af de største olieselskaber i verden.
Traditionelt var olie og olieprodukter blevet sendt i trætønder, som var ineffektive og dyre. Tidligere havde Branobel prøvet enkeltskrogspramme, men ved skiftet til tankskibe var der en række tekniske problemer: Et af de vigtigste var behovet for at holde lasten og dens dampe væk fra maskinrummet for at forhindre brand, men det var også nødvendigt at give mulighed for temperaturafhængige volumenændringer i lasten, samt for ventilation af tankerne..
Zoroaster blev bestilt af Branobel til transport af råolie på Kaspiske Hav mellem Baku og Astrakhan. Ludvid Nobel tegnede skibet i Gøteborg, Sverige, sammen med Sven Alexander Almqvist, som også byggede fartøjet. Kontrakten om at bygge skibet blev underskrevet i januar 1878, og skibet blev bygget samme år på Motala Varv (dansk: Motala værft) i Norrköping, der ligesom Lindholmens værft var ejet af Motala Verkstad. Sven Alexander Almqvist blev senere administrerende direktør for Lindholmen varv i Gøteborg. 
I modsætning til senere Nobel-tankskibe blev Zoroaster bygget til at kunne sejle på egen køl fra Sverige til Det Kaspiske Hav via Ladoga, Onega, Volga-Østersøkanalen og Volga floden. Zoroaster lavede sin første sejlads i 1878 fra Baku til Astrakhan.

## Specifikationer
Zoroasters længde var 56 meter og dets to tanke rummede i alt 242 tons råolie. Zoroaster havde råolie i to tintanke forbundet med rørledninger, den ene til maskinrummet den anden agter. Skibet havde 21 lodrette vandtætte skotter for ekstra stabilitet. Dybgangen var 2,7 meter. 

## Søsterskibe og endeligt
To søsterskibe blev bygget, hvoraf det ene, Nordenskjöld, eksploderede i en ulykke i 1881. 
Zoroaster og seks andre skibe ligger som vrag ud for Baku og danner den kunstige olieudvindingsø og by Neft Daşları, som blev modelleret i Bond-filmen "The World is Not Enough" (1999).